# هارولد شوستر
هارولد شوستر (انگلیسی: Harold Schuster؛ ‏ ۱ اوت ۱۹۰۲ – ۱۹ ژوئیهٔ ۱۹۸۶) کارگردان فیلم، بازیگر و تدوین‌گر اهل ایالات متحده آمریکا بود.
از فیلم‌هایی که وی در آن‌ها نقش داشته‌است، می‌توان به عزیز دلم، جنگل پنهان تارزان، بیل سفیر کبیر و اسب آهنین اشاره نمود.